# Arjen Gorter
Arjen Gorter (* 2. Januar 1948 in Amsterdam) ist ein niederländischer Jazzbassist.

## Leben und Wirken
Gorter spielte seit seinem achten Lebensjahr Akkordeon, ab dem zwölften Lebensjahr Gitarre und ab dem 16. Lebensjahr Kontrabass. Abgesehen von ein paar Monaten klassischer Unterweisung und mehreren Workshops bei Theo Loevendie 1965 ist er Autodidakt. Nachdem er das Barlaeus Gymnasium absolviert hatte, begann er Politikwissenschaften und Soziologie an der Universiteit van Amsterdam zu studieren, bis er sich 1970 entschloss, professionell als Musiker zu arbeiten.
Bereits als Schüler 1966 Gorter als Teil von Willem Breukers Orkest '66 auf dem Festival in Loosdrecht. Zwischen 1967 und 1970 war er Mitglied mehrerer Gruppen von Gunter Hampel – einerseits im Jazzrock-Quartett mit John McLaughlin und Schlagzeuger Laurie Allan, andererseits im freien Ensemble mit Breuker, Jeanne Lee, Anthony Braxton und Steve McCall. In der ersten Hälfte der 70er Jahre freiberuflicher Kontrabassist, unter anderem in Gruppen von Loek Dikker, Boy Edgar, Chris McGregor, John Stevens, Paul Bley, Gato Barbieri, dem Globe Unity Orchestra und Peter Brötzmann. Zwischen 1972 und 1975 war er Mitglied des Quartetts von Irène Schweizer (u. a. mit Rüdiger Carl und Louis Moholo), arbeitete aber auch mit Burton Greene, Hans Dulfer, dem Instant Composers Pool und mit Nedly Elstak. Weiterhin gehörte er zwischen 1972 und 1985 zum Theo Loevendie Consort.
Von 1975 bis zur Auflösung 2012 war er Mitglied im Willem Breuker Kollektief. Daneben spielte er mit Roswell Rudd, Leo Cuypers, Phil Woods, Sheila Jordan, Soesja Citroen, Suzie Stern, René Thomas, J. C. Tans, Tobias Delius, Alex Coke, Sean Bergin und Mal Waldron. Seit 2000 spielte er mit Craig Handy, Alex Coke, Archie Shepp und James Carter sowie mit dem Projekt Eric Dolphy 2000 (an dem neben Breuker John Engels und Eric Vloeimans beteiligt waren). Zusammen mit Tobias Delius, Michael Moore und Martin van Duynhoven tourte er im Frank van Bommel Quintett in Kanada. Weiterhin nahm er an gemeinsamen Projekten von Arend Niks und Rob Verdurmen teil und gehörte zum Quartett von Jorrit Dijkstra. In den letzten Jahren spielte er regelmäßig im Trio mit dem Pianisten Leo Bouwmeester und Alex Coke, aber auch mit I Compani um Bo van de Graaf und dem Michael Moore Bigtet.
John McLaughlin hat Gorter die Komposition Arjen's Bag gewidmet, die er auf seinem Album „Extrapolation“ einspielte.